# Assembleia Nacional Legislativa (Revolução Francesa)

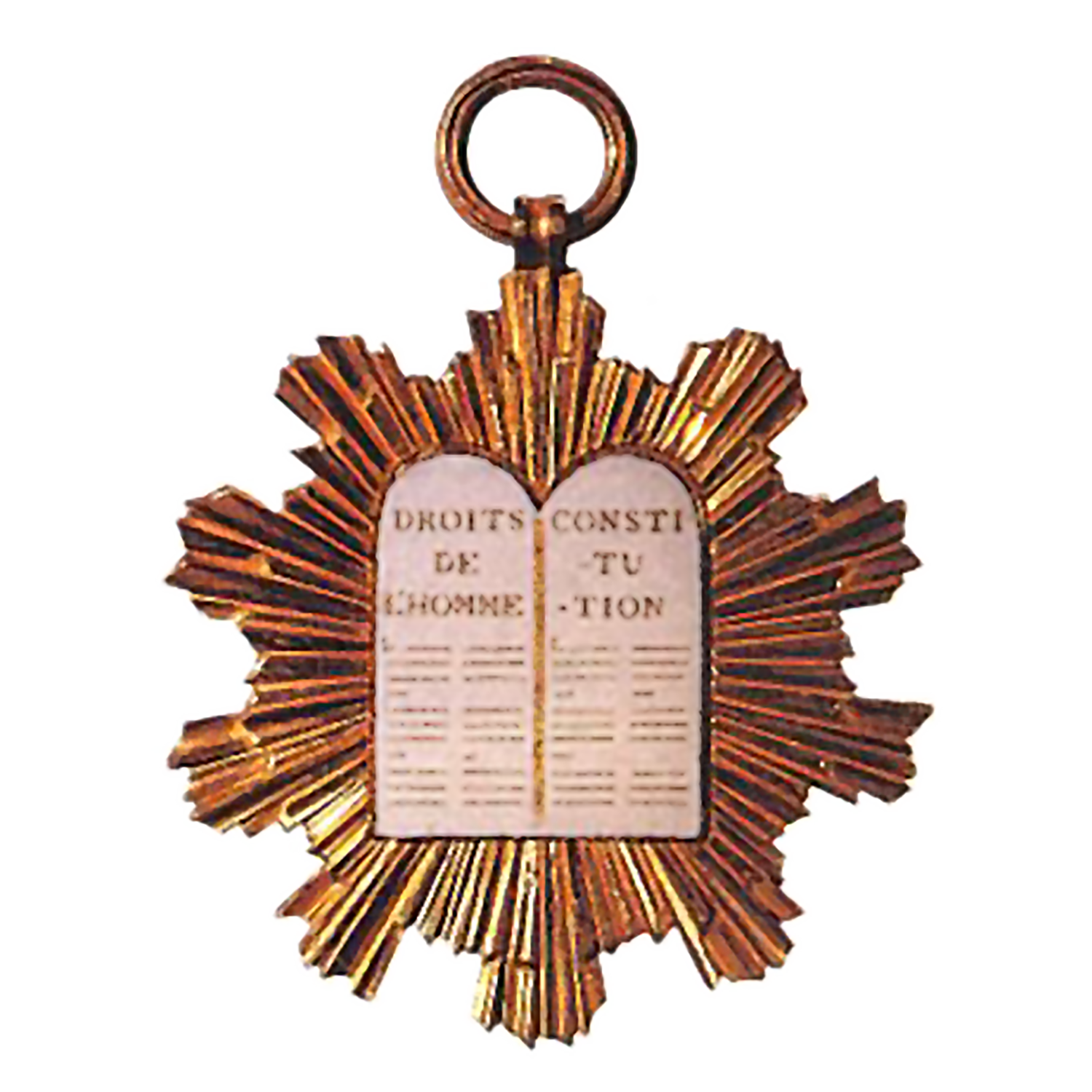
Medalhão da Assembleia Legislativa.

A Assembleia Nacional Legislativa foi o Parlamento francês instituído pela Constituição de 1791, durante o processo conhecido como Revolução Francesa; ela sucedeu à Assembleia Nacional Constituinte e funcionou de 1º de Outubro de 1791 até 21 de Setembro de 1792.

## História
Eleita por dois anos por sufrágio restrito, a Assembleia Legislativa tinha competência para votar leis e impostos, fixar despesas públicas, ratificar tratados e declarar guerra. E Luís XVI era detentor do poder executivo.
Era formada por novos políticos, diferentes dos que participaram da Assembleia Nacional Constituinte, já que havia sido decretado que nenhum membro da antiga Assembleia seria elegível, todos sob o domínio de Robespierre. Era formada maioritariamente por burgueses, por nobres e pessoas do Clero em bem menor número que na Assembleia Constituinte, membros de profissões liberais, « intelectuais » (na maior parte médicos, advogados ou militares). Durante este período, cerca de 50 mil deputados advinham de cidades com mais de 5 mil habitantes, embora menos de 20% das pessoa viviam nestas condições, portanto as cidades foram representadas de forma extrema na política, como afirma o historiador Daniel Gomes de Carvalho. CARVALHO, Daniel Gomes de. Revolução Francesa. São Paulo: Editora Contexto, 2022, p. (64)

## Composição
A Assembleia Nacional Legislativa (1791-1792) dividia-se em três grandes grupos:
- Os "Girondinos" formavam a direita. Com cerca de 260 monarquistas constitucionais ou conservadores, inscritos no Clube dos Feuillants, defensores da realeza e contrários à agitação popular. Não contavam com nenhuma personalidade eminente, já que seus verdadeiros chefes, o Marquês de La Fayette e Antoine Barnave, encontravam-se fora da Assembleia Legislativa;
- Os "Montanheses" formavam a esquerda. Menos numerosos (136 deputados), reuniam deputados membros do Clube dos Jacobinos ou do Clube dos Cordeliers. A maioria saíra da burguesia culta, adeptos das ideias dos Lumières, tendo por chefe Brissot e cercados por filósofos ,como Condorcet, e por advogados de Bordéus, em particular o brilhante orador Vergniaud. Desconfiados com relação à posição do Rei Luís XVI, eram partidários de uma guerra contra os soberanos europeus, não só para por o rei à prova mas também para expandir os ideais de liberdade pela Europa;
- O restante, 345 deputados, formavam a "Planície" ou o "Marais" (pântano). Decididos a defender a obra da Revolução e votando normalmente à esquerda, são, segundo as circunstâncias, o apoio de uns ou outros.

A Assembleia teve de fazer frente a dificuldades financeiras, econômicas, à agitação religiosa e à contrarrevolução, animadas pelo clero refratário e pela nobreza. o Terror e a Convenção levaram à Constituição do Ano III que criou duas Assembleias: o Conselho dos Quinhentos e o Conselho dos Anciãos, ancestrais da Assembleia Nacional e do Senado.

## Obra
Seus principais atos foram:
- 8 de Novembro de 1791: os emigrantes são declarados culpados de conspiração, perseguidos como tal e punidos de morte se não retornarem à pátria até 1º de Janeiro de 1792;

A Tomada das Tulherias em 10 de Agosto de 1792,pintura de Jean Duplessis-Bertaux, Museu do Palácio de Versailles.

- 20 de Abril de 1792: declaração de guerra ao imperador Francisco I da Áustria. Desejada também pela Corte - o Rei Luís XVI contava com os fracassos militares franceses para retomar o poder sobre o país - a declaração de guerra à Áustria (terra natal da Rainha Maria Antonieta), votada por unanimidade menos 7 votos, inaugurou um conflito dentro da Assembleia Legislativa que deveria durar, com raras tréguas, 23 anos, até a Batalha de Waterloo (18 de Junho de 1815);
- 26 de Maio de 1792: deportação de eclesiásticos que se recusaram a se submeter à Constituição Civil do Clero;
- 11 de Julho de 1792: a Pátria é declarada em perigo. A partir daí, as sessões da assembleia devem ser permanentes, todas as municipalidades e todos os conselhos distritais e departamentais devem ficar em sessão sem interrupção, toda a Guarda Nacional deve ser posta em movimento;
- 10 de Agosto de 1792: o rei é suspenso de suas funções e uma nova assembleia, eleita por sufrágio universal, é convocada sob o nome de Convenção Nacional. Esta resolução foi votada depois das jornadas revolucionárias de 20 de Junho e sobretudo na de 10 de Agosto de 1792.